# Gelis brunneellus
Gelis brunneellus é uma espécie de insetos himenópteros, mais especificamente de vespas pertencente à família Ichneumonidae.
A autoridade científica da espécie é Schwarz, tendo sido descrita no ano de 2002.
Trata-se de uma espécie presente no território português.